# عبدالرحیم عنبران قلم

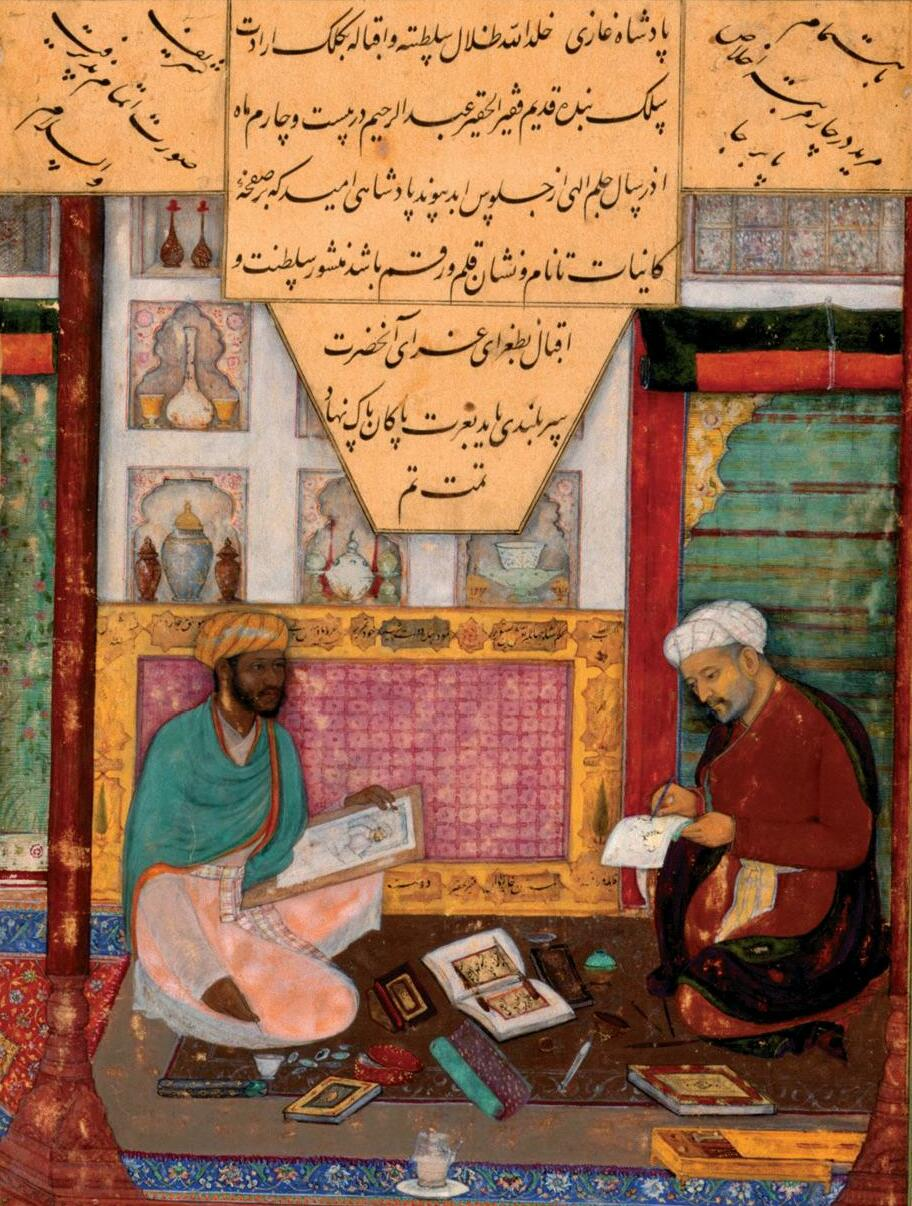
تصویر او (سمت راست) در کنار دولت که در حال تألیف نسخه‌ای از پنج گنج نظامی هستند. در بالا ترقیمه کتاب به خط عبدالرحیم آمده‌است.

عبد الرحیم عنبران قلم، خوشنویس هندی بود که اواخر قرن دهم تا یازدهم میلادی در دربار گورکانیان می‌زیست. او اهل شهر هرات بود، اما در جوانی به هند رفت و به خدمت عبدالرحیم خان‌خانان درآمد. وی به سبب خوش خطی در نستعلیق شهرت زیادی کسب کرد. پس از چند سال، خان خانان او را به دربار اکبر کبیر معرفی کرد و در آنجا عنبران قلم به کتابت چندین نسخه خطی همت گماشت. 